# Ahl al Oughlam
Ahl al Oughlam (arabisch أهل الأغلام, DMG Ahl al-Uġlām) ist eine überaus bedeutende paläontologische Fundstelle Afrikas. Sie liegt nur wenig außerhalb des östlichen Stadtrandes von Casablanca, 2,6 Kilometer vor Tit Mellil in Marokko. Die ersten Funde wurden 1985 in einem ehemaligen Steinbruch gemacht, seit 1989 finden systematische Grabungen statt. Das Alter der Fundstätte wird mit ca. 2,5 Millionen Jahren angegeben, dies entspricht dem Beginn des Gelasiums, der obersten Stufe des Pliozäns. Bisher wurden rund 80 Wirbeltierarten entdeckt, in der Hauptsache Säugetiere (darunter auch Primaten, aber keine Hominiden) und Vögel. Ahl al Oughlam ist somit die reichhaltigste Vertebratenfundstelle Nordafrikas.

## Geologischer und geomorphologischer Rahmen
Die Umgebung von Casablanca besteht aus gefaltetem paläozoischen Grundgebirge – mittelkambrische Schiefer, Grauwacken und Quarzite. Dieses Grundgebirge wird als Küstenmeseta bezeichnet und gehört strukturell zur marokkanischen Meseta. Es tritt nur recht vereinzelt an die Oberfläche, meist wird es von neogenen Formationen verdeckt.
Kennzeichnend für die Meseta ist die relative Stabilität, die dieser Krustenbereich nach Abschluss der variszischen Gebirgsbildung erfahren hat – im Gegensatz zum benachbarten Atlas. Die Meseta wurde in der Folgezeit allmählich zu einer einheitlichen Rumpffläche abgetragen und ab dem Neogen dann von mehreren Transgressionszyklen des Atlantiks erfasst. Der erste und gleichzeitig bedeutendste dieser Zyklen erfolgte im Tortonium (Miozän), der zweite mit Einsetzen des Gelasiums – er trägt die Lokalbezeichnung „Moghrebium“.
Ahl al Oughlam gehört zum dritten Zyklus, dem „Messaoudium“. Beim Zurückweichen des Meeres bildete sich ein küstenparalleler Dünenzug mit einer Gerölllage an der Basis. Der eigentliche Sandkörper hatte sich mittlerweile zu Kalksandstein verfestigt. In diesem verfestigten Sedimentkörper kam es dann zu Karstifizierungserscheinungen und Spaltenbildungen; letztere wurden einer reichhaltigen Fauna zum Verhängnis.
Im Pleistozän (Quartär) folgen dann atlantikwärts noch fünf weitere Dünenzüge.
Anzumerken hierbei ist, dass diese Transgressions- und Regressionszyklen zeitlich recht gut mit den Zwischeneiszeiten bzw. Eiszeiten übereinstimmen.
Ahl al Oughlam ist rund 6,2 Kilometer vom Atlantik entfernt und liegt auf 108 Meter über N.N. Die Küstenmeseta zeigt folglich seit dem Neogen starke Auftauchtendenzen mit Herausbildung großer Abrasionsterrassen.

## Fauna
Die am häufigsten vertretenen Funde unter der Wirbeltieren wurden eindeutig in der Klasse der Säugetiere gemacht:
Primaten (Primates)
- Macaca sp. – Makake
- Theropithecus atlanticus – Pavian

Nagetiere (Rodentia)
- Gerbillus bibersoni – Rennmaus
- Hystrix sp. – Stachelschwein
- Irhoudia sp. – Kammfingerart
- Mus haouzi – Mausart
- Paraethomys chikeri – ausgestorbene Mausart, verwandt mit den Lavamäusen
- Praomys skouri oughlamensis – Afrikanische Weichratte

Hasenartige (Lagomorpha)
- Lepus sp. – Echter Hase
- Prolagus – Pfeifhase
- Serengetilagus – ausgestorbene Hasenart

Insektenfresser (Eulipotyphla)
- Episoriculus maghrebiensis – Spitzmausart
- Erinaceus sp. – Kleinohrigel
- Suncus barbarus – Dickschwanzspitzmaus

Fledertiere (Chiroptera)
- Emballonura – Glattnasen-Freischwanzart
- Lasionycteris – Silberhaarfledermaus
- Myotis – Mausohrfledermaus
- Rhinolophus sp. – Hufeisennase

Raubtiere (Carnivora)
- Acinonyx aicha – ausgestorbene Gepardart
- Alachtherium africanum – ausgestorbene Walrossart
- Canis aureus – Goldschakal
- Chasmaporthetes nitidula darelbeidae – ausgestorbene Hyänenart
- Crocuta dbaa – Tüpfelhyäne
- Dinofelis sp. – „Schreckenskatze“
- Genetta sp. – Ginsterkatze
- Herpestes abdelalii – ausgestorbene Mangustenart
- Homotherium sp. – ausgestorbene Säbelzahnkatze
- Hyaenictitherium barbarum – ausgestorbene Hyänenart
- Ichneumia nims – Mangustenart
- Lutra fatimazohrae – Otterart
- Lynx sp. – Luchs
- Mellivora sp. – Honigdachs
- Nyctereutes abdeslami – Marderhund
- Panthera pardus – Leopard
- Pliocrocuta perrieri latidens – ausgestorbene Hyänenart
- Poecilictis lybica minor – Libysches Streifenwiesel
- Prepoecilogale sp. – Bandiltisart
- Ursus sp. – Bär
- Viverra leakeyi – ausgestorbene Zibetkatzenart
- Vulpes sp. – Fuchs

Unpaarhufer (Perissodactyla)
- Ceratotherium sp. – Breitmaulnashorn
- Hipparion pomeli – ausgestorbene Pferdegattung

Paarhufer (Artiodactyla)
- Beatragus antiquus remotus – Antilopenart
- Camelus sp. – Altweltkamel
- Gazella psolea – ausgestorbene Gazellenart
- Gazella thomasi – ausgestorbene Gazellenart
- Kobus barbarus – Wasserbockart
- Kolpochoerus phacochoeroides – ausgestorbene Buschschweinart
- Parmularius atlanticus – ausgestorbene Kuhantilopenart
- Sivatherium maurusium – Rindergiraffe
- Tragelaphus sp. – Antilopenart

Wale (Cetacea)
- Delphinus sp. – Gemeiner Delfin
- Kogia sp. – Zwergpottwal

Rüsseltiere (Proboscidea)
- Anancus sp. – ausgestorbene Rüsseltierart
- Palaeoloxodon recki – ausgestorbene Elefantenart

Neben den Säugetieren sind die Vögel die am häufigsten vertretene Tiergruppe mit 20 Arten, gefolgt von den Reptilien mit 15 Arten und den Amphibien mit 3 Arten. Außerdem sind zahllose vereinzelte Fischreste gefunden worden.
Auffallend ist die große Anzahl von Raubtieren unter den Säugetieren – offensichtlich hatten sie ihre Unterschlupfe in Höhlen und Spalten des Dünenzuges.
Die Fauna zeigt insgesamt Anklänge an ostafrikanische Fundstätten (z. B. Omo), es sind aber auch südeuropäische Einflüsse vorhanden.
Kurios sind die Überreste eines Walrosses und einer mittlerweile ausgestorbenen behörnten Rindergiraffe.